# Laviron
 Laviron  es una población y comuna francesa, en la región de Franco Condado, departamento de Doubs, en el distrito de Besançon y cantón de Pierrefontaine-les-Varans.

## Demografía
| 487 | 475 | 415 | 380 | 347 | 331 |
| Para los censos de 1962 a 1999 la población legal corresponde a la población sin duplicidades (Fuente: INSEE [Consultar]) |     |     |     |     |     |